# Antoinette monoplano militar
O Antoinette "monoplano militar", ou Antoinette Monobloc, ou ainda Antoinette-Latham, foi um protótipo de um monoplano, monomotor francês construído pela Antoinette com o objetivo de atrair interesse dos militares e conseguir pedidos.

## Histórico
Projetado por Léon Levavasseur, o "monoplano militar" era uma evolução natural da família de aviões que começou com o Gastambide-Mengin I em 1908, apresentando um bom número de refinamentos aerodinâmicos. Ele tinha asas em "cantilever", sem nenhum cabo de fixação, e tinha coberturas para as rodas e a estrutura do trem de pouso. No entanto, esses "refinamentos" tornaram o avião muito pesado para voar com o seu motor de 50 hp. Apesar disso, Ele foi exibido no Concours Militaire de 1911 em Reims, onde sem grande surpresa, não conseguiu obter nenhum pedido.

## Especificação
Estas são as características do Antoinette monoplano militar:
- Características gerais:
  - Tripulação: um
  - Comprimento: 11,5 m
  - Envergadura: 15,9 m
  - Peso vazio: 935 kg
  - Motor: 1 x Antoinette 8V, um V8 refrigerado à água de 50 hp.